# Edward Kent

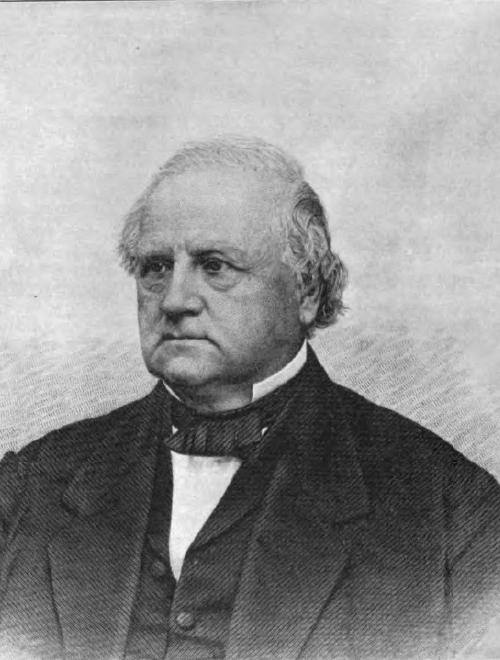
Edward Kent

Edward Kent (* 8. Januar 1802 in Concord, New Hampshire; † 19. Mai 1877 in Bangor, Maine) war ein US-amerikanischer Jurist und Politiker und von 1838 bis 1839 und nochmals von 1841 bis 1842 Gouverneur des Bundesstaates Maine.

## Leben
Edward Kent besuchte die örtlichen Schulen seiner Heimat in New Hampshire. Danach absolvierte er bis 1821 die Harvard University. Nach einem Jurastudium und der Zulassung als Rechtsanwalt begann er in Bangor zu praktizieren. Kents politische Laufbahn begann im Jahr 1829, als er in das Repräsentantenhaus von Maine gewählt wurde. Dort verblieb er bis 1833. Zwischen 1836 und 1837 war er Bürgermeister von Bangor. Im Jahr 1837 wurde er als Kandidat der Whig Party zum neuen Gouverneur von Maine gewählt.
Bei den Wahlen des Jahres 1836 war er noch gegen Robert P. Dunlap unterlegen. Die Wahl von 1837 war sehr knapp und wurde von den Demokraten angefochten. Der oberste Gerichtshof von Maine erklärte die Wahl aber für gültig. Damit konnte Kent sein neues Amt am 19. Januar 1838 antreten. Bei den Wahlen des Jahres 1838 unterlag er gegen den Demokraten John Fairfield, aber ein Jahr später wurde er erneut für ein Jahr zum Gouverneur gewählt. In diesem Jahr wurde er aber nicht vom Volk, sondern vom Staatsrepräsentantenhaus und dessen Mehrheit bestimmt. In seiner Amtszeit bemühte er sich um die Beilegung des Grenzkonflikts im Nordosten des Landes.
Nach dem Ende seiner letzten Amtszeit am 5. Januar 1842 gehörte Kent einer Verhandlungskommission an, die die Grenzfrage im Nordosten Maines lösen sollte. Tatsächlich wurde das Problem in diesem Jahr mit dem Webster-Ashburton-Vertrag geregelt. Zwischen 1849 und 1853 war er Amerikanischer Konsul in Rio de Janeiro und von 1859 bis 1873 war er Richter am Obersten Gerichtshof von Maine. Im Jahr 1875 war er Vorsitzender einer Kommission, die die Staatsverfassung überarbeitete. Edward Kent starb am 19. Mai 1877. Er war zweimal verheiratet und hatte insgesamt vier Kinder.